# Rif-Republiek
De Rif-Republiek (ook: Republiek van de Rif, De Geconfedereerde Republiek van de Stammen van de Rif of Islamitische Republiek Rif, Riffijns: Tagduda n Arrif, Arabisch: Jumhūriyya al-Rif) werd gesticht in Annual op 18 september 1921 door Mohammed Abdelkrim el Khattabi, om onafhankelijk te worden van de Spaanse kolonisator, alsook van de Marokkaanse sultan.
De hoofdstad van de Republiek was Ajdir, met als staatshoofd Mohammed Abdelkrim El Khattabi, in zijn tijd bekend als Abdelkrim.

## Geschiedenis
In het Rifgebergte van Noord-Marokko werd onder Abdelkrim in 1920 de onafhankelijkheid op de Spaanse kolonisator bevochten en de republiek Arrif uitgeroepen. Abdelkrim leidde de strijd van de Riffijnen tegen de Spaanse en Franse kolonisatie.
Abdelkrim versloeg in 1921 te Annual met zijn toenmalige rechterhand, veldcommandant Moeh na'ma n Tanout van de Ait Touzine stam, de Spaanse generaal Manuel Fernández Silvestre en diens twintigduizend man tellende leger. Daarna versloeg hij ook de Spaanse troepen die onder bevel van generaal Franco ter versterking naar het gebied waren gestuurd en stichtte de Rif-Republiek.
In 1923 werd een internationale status voor Tanger afgekondigd. Het ging de Riffijnen in het begin voor de wind. In 1924 had Abdelkrim de Spanjaarden zelfs geheel uit het Rifgebied weten te verdrijven en hij richtte zich daarna op de Fransen, die uitweken naar Fez en Tanger. Spanje en Frankrijk besloten hun legers gezamenlijk in te zetten tegen Abdelkrim. Meer dan 250.000 Spaanse, Franse en Marokkaanse soldaten onder bevel van maarschalk Pétain, de overwinnaar in de Eerste Wereldoorlog, landden in 1925 in de Baai van Al Hoceima.
Pétain stond aan het hoofd van een leger van 725.000 man, bijgestaan door vierenveertig escadrilles. Hij voerde persoonlijk het bevel over zestig Franse generaals. Tegenover hen stond een Riffijns leger met een kern van slechts 30.000 strijders, versterkt door ongeregelde troepen. Meer dan een jaar hielden de Riffijnen stand. Maar op 27 mei 1926 gaf Abdelkrim zich toch over na een strijd waarin de Fransen over modernere wapens beschikten dan het Rifleger en waarin de Fransen en Spanjaarden met hulp van Duitsland, en in strijd met het zojuist gesloten Protocol van Genève, gebruik maakten van mosterdgas tegen de Riffijnse bevolking.
Abdelkrim werd gedeporteerd naar het Franse eiland Réunion. Uiteindelijk slaagde het Franse leger erin plaatsen als Ajdir, Tarquist en Ben Tayeb/Ait Tourich te veroveren, maar de verovering van Marokko werd pas in 1927 in de Rif, en in 1934 verder voltooid met de onderwerping van de verzetsgroepen in het zuiden.
In 1947 lukte het Abdelkrim uit zijn verbanning te ontsnappen. Hij vestigde zich in Caïro en van daaruit steunde hij het Riffijnse verzet, tot hij op 5 februari 1963 stierf. Abdelkrim ligt in Caïro begraven.

## Noot
1. ↑  de Boer, Sietske (2013). Het volk van Abdelkrim - actualiteit en geschiedenis van de Marokkanse Rif. Wijdemeer, p. 36. ISBN 978-90-818521-9-7.
2. ↑  Rudibert Kunz & Rolf-Dieter Muller, Giftgas gegen Abd el Krim. Deutschland, Spanien und der Gaskrieg in Spanisch-Marokko 1922-1927, Freiburg: Rombach & Co 1990, ISBN 3 7930 0196 2.